# Římskokatolická farnost Dětřichov u Frýdlantu
Římskokatolická farnost Dětřichov u Frýdlantu je církevní správní jednotka sdružující římské katolíky na území vesnice Dětřichov u Frýdlantu a v jejím okolí. Nachází se zde místní kostel svaté Anny, který je centrem farnosti. Organizačně farnost Dětřichov u Frýdlantu spadá do libereckého vikariátu, který je jedním z 10 vikariátů litoměřické diecéze.

## Historie farnosti
Matriky byly ve farní lokalitě vedeny od roku 1784. Od roku 1786 zde byla lokálie. Farnost byla kanonicky zřízena v roce 1866.

### Duchovní správcové vedoucí farnost
Začátek působnosti jmenovaného v duchovní správě farnosti od:
- 1786   cap. loc. Anton. Kretschmer
- 1796   cap. loc. Anton. Worff, † 31. 7. 1814
- 1803   cap. loc. Jos. Leubner, † 30. 10. 1815
- 1805   cap. loc. Franc. Legler, n. 6. 1. 1766 Neostadiens., o. 23. 8. 1792, † 10. 11. 1826
- 1810   cap. loc. Ludovic. Sommer, n. 30. 3. 1771 Wünschendorf., o. 15. 7. 1798, † 31. 12. 1842
- 1814   cap. loc. vacat
- 1815   cap. loc. Jos. Seibt, n. 13. 5. 1779 Friedland, o. 6. 9. 1803, † 28. 8. 1854
- 1815   cap. loc. Ioann. Rotter, n. 26. 3. 1783 Braunaviens., o. 6. 10. 1805, † 8. 6. 1845
- 1823   cap. loc. Wenc. Rasche, n. 7. 1. 1786 Leipa, o. 17. 8. 1809, † 14. 5. 1845
- 1843   cap. loc. Franc. Hoffmann, n. 10. 3. 1796 Reichenberg., o. 24. 8. 1820, † 6. 6. 1866
- 1852   cap. loc. Franc. Simm, n. 28. 1. 1811 Wiesenthal., o. 3. 8. 1838, † 18. 6. 1884
- 1862   cap. loc. vacat, admin. interc. Car. Hoffmann
- 1863   cap. loc. Franc. Ressel, n. 15. 12. 1822 Mildenav., o. 25. 7. 1849
- 1867   proto-par. (1. farář) Franc. Ressel, n. 15. 12. 1822 Mildenav., o. 25. 7. 1849
- 1880   Car. Wünsch, n. 4. 3. 1822 Jablonec n. N., o. 25. 7. 1845, † 4. 6. 1886
- 1886   Steph. Neumann, n. 26. 4. 1844 Bärnsdorf., o. 23. 7. 1870, † 21. 11. 1918
- 1898   Carol. Franc. Steiner, n. 11. 3. 1863 Wegstädtl, o. 25. 4. 1888, † 26. 3. 1940
- 1918   Ant. Nowak, n. 12. 9. 1874 Georgswalde, o. 15. 7. 1900, † 12. 8. 1942
- 1927   par vacat, admin interc. Ant. Wilhelm
- 1928   Augustin Lang, n. 29. 8. 1869 Kreuznach (D), o. 1. 5. 1897, † 30. 5. 1941
- 1. 10. 1941 Jos. Lieball, n. 22. 10. 1905 Kaiserwalde, o. 20. 12. 1930
- od 1. 3. 1946 Jan Wodraschka
- 1. 9. 1946  Josef Zlámal
- 1. 10. 1950 Rudolf Pfáb
- 1. 4.  1951 Tomáš Hlaváč
- 25. 6.1951 Rudolf Pfáb
- 10. 11.1951 Tomáš Hlaváč
- 1. 10. 1957 Klement Ruisl
- 1. 6. 1958  Josef Kováčik
- 5. 3. 1959  František Jániš
- 1. 12. 1984 Jan Bahník OP
- 1. 10. 1987 Ladislav Kubíček
- 1. 7. 1993 Oldřich Kolář
- 1. 8.  2006 Vít Audy, admin. exc. z Frýdlantu
- 1. 12. 2019 Artur Ściana, admin. exc. z Frýdlantu
- 1. 7.  2022 Grzegorz Marian Czyżewski, admin. exc. z Frýdlantu[3]

Kromě kněží stojících v čele farnosti, působili ve farnosti v průběhu její historie i jiní kněží. Většinou pracovali jako farní vikáři, kaplani, katecheté, výpomocní duchovní aj.

## Území farnosti
Do farnosti náleží území obce:
- Albrechtice u Frýdlantu
- Dětřichov (Dittersbach bei Friedland[p 2])
- Heřmanice
- Kristiánov

## Římskokatolické sakrální stavby na území farnosti
| Fotografie | Stavba                     | Místo                   | Bohoslužby                  | Zeměpisné souřadnice            | Status       | Číslo kulturní památky           |        |
| Kostel | Kostel                     | Kostel                  | Kostel                      | Kostel                          | Kostel       | Kostel                           | Kostel |
| --- | -------------------------- | ----------------------- | --------------------------- | ------------------------------- | ------------ | -------------------------------- | ------ |
| | Kostel sv. Anny            | Dětřichov               | bližší údaje o bohoslužbách | 50°53′35″ s. š., 15°2′11″ v. d. | farní kostel | 32477/5-4205 (Pk•MIS•Sez•Obr•WD) |        |
| Kaple |                            |                         |                             |                                 |              |                                  |        |
| | Kaple sv. Jana Nepomuckého | Albrechtice u Frýdlantu | bohoslužby příležitostně    | 50°51′57″ s. š., 15°2′17″ v. d. | obecní kaple | —                                |        |
| Některé drobné sakrální stavby a pamětihodnosti lze dohledat zde v databázi Drobné sakrální památky Zaniklé sakrální stavby lze dohledat zde v databázi Poškozené a zničené kostely, kaple a synagogy v České republice |                            |                         |                             |                                 |              |                                  |        |

Ve farnosti se mohou nacházet i další drobné sakrální stavby, místa římskokatolického kultu a pamětihodnosti, které neobsahuje tato tabulka.

## Příslušnost k farnímu obvodu
Z důvodu efektivity duchovní správy byl vytvořen farní obvod (kolatura) farnosti – děkanství Frýdlant v Čechách, jehož součástí je i farnost Dětřichov u Frýdlantu, která je tak spravována excurrendo. Přehled těchto kolatur je v tabulce farních obvodů libereckého vikariátu.